# Stanisław Cetner
Stanisław Cetner herbu Przerowa – podkomorzy krzemieniecki w 1687 roku, chorąży czernihowski w 1676 roku, miecznik lwowski w latach 1665–1676.
Poseł sejmiku wołyńskiego na sejm koronacyjny 1676 roku, sejm 1681 roku, poseł na sejm 1678/1679 roku. Poseł sejmiku włodzimierskiego województwa kijowskiego na sejm nadzwyczajny 1668 roku.